# المرج القديمة
المرج القديمة أو بَركي أو «برقه» "Barca"،"Barce" كانت مدينة شمال أفريقية أسسها الإغريق في قورينائية في شرق ليبيا الحالية، لتصبح لاحقا مدينة رومانية ومن ثم بيزنطية.
احتلت مناطق ساحلية في أجزاء من ليبيا الحالية.
وكمدينة إغريقية صارت جزءا من بينتابوليس سيرين أو المدن الخمس الليبية، إضافة إلى قورينا ذاتها.
ووفقاً لما أجمع عليه معظم علماء الآثار فان موقعها كان مدينة المرج القديمة، إلا أنه وفقا لغراهام (أفريقيا الرومانية) فقد كانت في مدينة طلميثة.

## تاريخ
وصلت المسيحية إلى بينتابوليس شمال أفريقيا من الإسكندرية، حيث تلقى سينيسيوس (373-414م) وهو أسقف بطولوميس اليوناني تعليمه في مدرسة الإسكندرية المسيحية ومجمع الموسيوم "Musaeum".
صارت جزءا من بطريركية أفريقيا في قرطاجة، حتى دخلها العرب بين عامي 643-644م أثناء فتوحات العرب في شمال أفريقيا، لتصبح لاحقا كعاصمة إقليم تابعة للخلافة. وعندما احتل الأتراك العثمانيون المنطقة في العام 1521 تبنوا التسمية العربية اللاحقة «برقه» بالتركية.

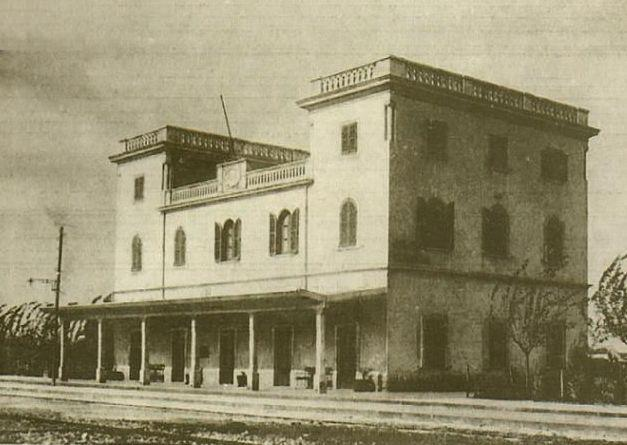
محطة قطارات برقه في ثلاثينيات القرن العشرين.

في العصر الحديث عرفت المدينة التي قامت عليها باسم المرج (المرج القديمة) وذلك في القرن التاسع عشر حيث نشأت حول قلعة تركية. نمت أثناء فترة الاحتلال الإيطالي لليبيا، وفي أثناء فترة الإدارة البريطانية للمنطقة تأثرت بشدة من جراء زلزال عام 1963 الذي تسبب في مقتل نحو 300 شخص، وحاليا المنطقة شبه مهجورة، حيث نشأت على بعد نحو كيلومترات قليلة مدينة المرج الجديدة لاحقا. 
ولا توجد آثار ظاهرة حاليا في موقع المدينة الأثرية، إلا أن بعض الآثار التي عثر عليها أثناء فترة الحكم الإيطالي معروضة في متحف طلميثة.

## معالم أثرية
- - التيجان الإغريقية من العصر الإغريقي ما قبل الميلاد.
- - الخزانات الرومانية الموجودة شمال الطريق الرئيسي إلى العويلية.
- - الأعمدة والتيجان الإسلامية من العصر الفاطمي.
- - السوق التركي الموجود الآن بميدان التوتة بالمرج القديم.
- - قطع الأثار النادرة المكتشفة داخل مدينة برقة والموجودة الآن بمتحفي طلميثة وشحات
- - كما تم اكتشاف العديد من المقابر مثل: أم عزية، ومقابر أخرى بين المرج القديمة والجديدة وكذلك في الصليعاية، والمقابر المنحوتة في الجبل من دورين مثل مقبرة الشليوني.